# باشانا هابا
"باشانا هابا" ( عبری: בשנה הבאה‎   ، "سال بعد") یک آهنگ اسرائیلی است. این آهنگ در سال ۱۹۷۰ با موسیقی نوریت هیرش و شعر ایهود مانور ساخته شد . این آهنگ ابتدا توسط گروه دونفره ایلان و ایلانیت اجرا شد .
عارف خواننده ایرانی با ملودی همین آهنگ، آهنگی با عنوان " کوچولو" ساخت. نیلوفر خواننده ترک با همین ملودی آهنگی به عنوان "Başıma gelenler" تنظیم کرد.جولیوس وچتر و گروه باجا ماریمبا این آهنگ را در آلبوم ۱۹۷۱ خود به نام Julius Wehter and the Baja Marimba Band's Back تحت عنوان "هر زمان سال (Bashana Haba'ah)" پوشش دادند. 